# ماكوتو كاكيغاوا
ماكوتو كاكيغاوا (باليابانية: 掛川 誠) (23 مايو 1973 في كوماغايا في اليابان – )؛ هو لاعب كرة قدم ياباني سابق كان يلعب كحارس مرمى.

## وصلات خارجية
- ماكوتو كاكيغاوا على موقع رابطة كرة القدم اليابانية للمحترفين (اليابانية)
- ماكوتو كاكيغاوا على موقع قاعدة بيانات كرة القدم.إي يو (الإنجليزية)
- ماكوتو كاكيغاوا على موقع Soccerway.com (الإنجليزية)
- ماكوتو كاكيغاوا على موقع عالم كرة القدم.نت (الإنجليزية)